# Era Brady–Belichick

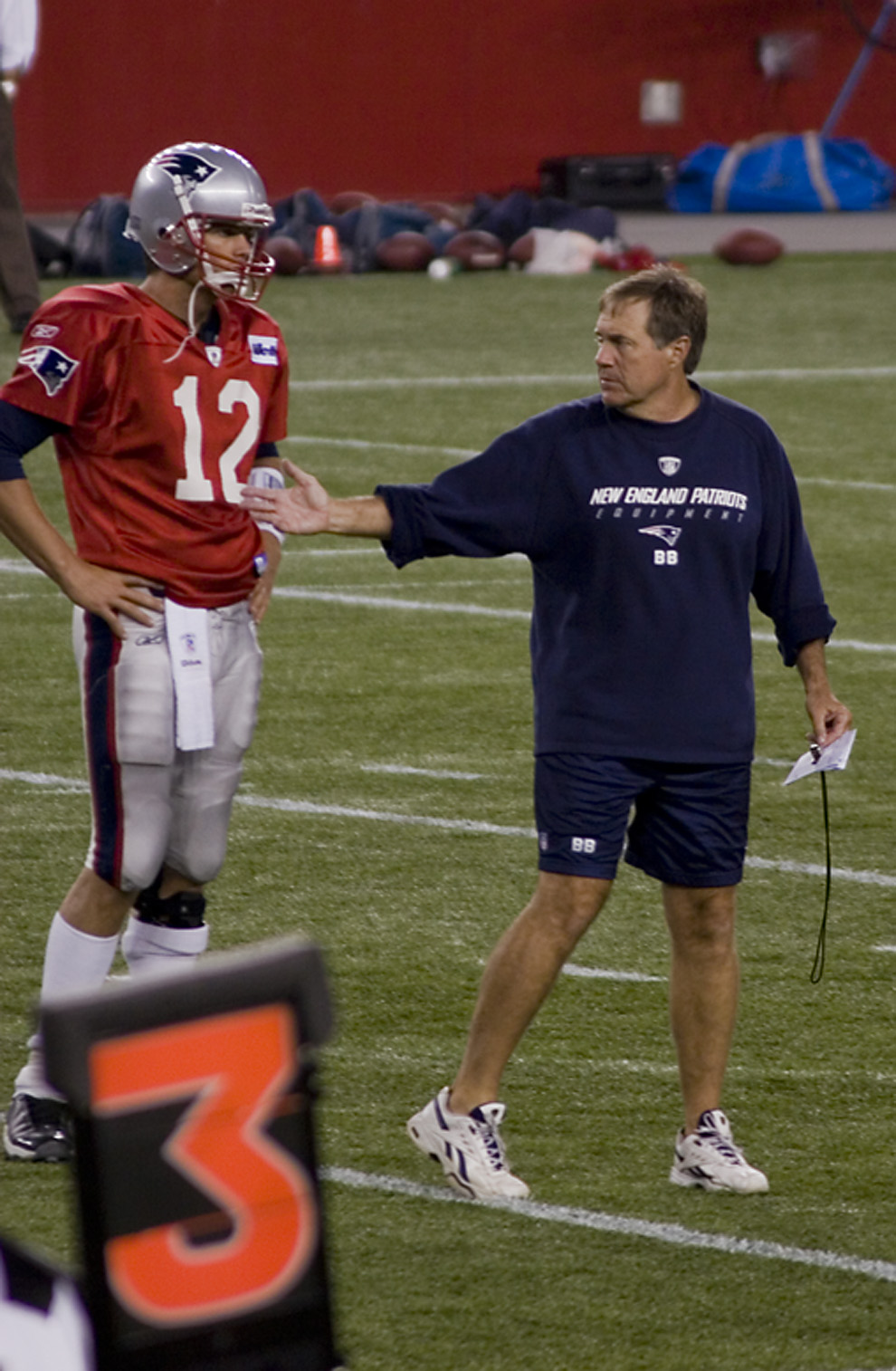
Tom Brady e Bill Belichick em 2009.

A era Tom Brady–Bill Belichick, também conhecida como era Brady–Belichick, a dinastia New England Patriots ou dinastia Patriots, foi uma dinastia esportiva do New England Patriots na National Football League (NFL), a liga profissional de futebol americano dos Estados Unidos, que durou da temporada de 2001 até a temporada de 2019. A dinastia tem esse nome por causa do quarterback Tom Brady e do treinador principal Bill Belichick, que são considerados os fatores principais da dominância dos Patriots nas décadas de 2000 e 2010 na NFL e amplamente considerados a melhor dupla quarterback-treinador na história da NFL, criando uma das dinastias mais longas e dominantes do futebol americano. Eles também são creditados por ajudar a criar e manter a cultura ao redor da equipe, apelidada de "Patriot Way" (o "Jeito Patriot"), onde há ênfase na responsabilidade pessoal, melhoria consistente e foco no sucesso da equipe sobre ganho pessoal.
Sob Belichick e Brady, os Patriots disputaram nove Super Bowls, mais do que qualquer outra franquia da NFL, e venceram seis vezes (empatados com o Pittsburgh Steelers). Eles também tiveram dezenove temporadas consecutivas com saldo positivo, dezessete títulos de divisão (incluindo onze consecutivos de 2009 a 2019), treze aparições na Final de Conferência da AFC (incluindo oito consecutivos de 2011 a 2018), e a única temporada regular invicta de dezesseis jogos em 2007. Os Patriots apareceram em metade de todos os Super Bowls jogados durante as dezoito temporadas de Brady como titular principal e venceram dois terços daqueles em que jogaram.
Além de ajudar a estabelecer os recordes da franquia dos Patriots, Brady e Belichick detêm os recordes de mais aparições e vitórias no Super Bowl por um jogador e treinador principal, respectivamente. Belichick também detém os recordes de mais vitórias nos playoffs por um treinador principal (31) e aparições no Super Bowl por um indivíduo (12), enquanto Brady detém os recordes de quarterbacks para vitórias na carreira (264), vitórias em temporada regular (230) e vitórias nos playoffs (34), além do recorde de cinco prêmios de MVP do Super Bowl.
A era chegou ao fim quando Brady deixou os Patriots como agente livre para o Tampa Bay Buccaneers em março de 2020. Belichick permaneceu como técnico principal até janeiro de 2024, conseguindo muito menos sucesso, incluindo nenhuma vitória em pós-temporada.